# Janet Polasky
Janet L. Polasky (* 13. April 1951) ist US-amerikanische Professorin für Geschichte an der University of New Hampshire.
Polasky, deren Vorfahren aus Polen stammen, erwarb den B.A. am Carleton College 1973 und den Ph.D. an der Stanford University 1978. Sie ist Direktorin der historischen Abteilung.
Sie ist Spezialistin für die belgische Geschichte im 19. und 20. Jahrhundert, für den belgischen Sozialismus, insbesondere Émile Vandervelde, für die belgische Frauengeschichte und für die Geschichte der transatlantischen Revolutionen. Am Beispiel von Thomas Paine zeigt sie die Bedeutung wachsender Vernetzung auch durch revolutionären Tourismus und durch Literatur abseits der politischen Gremien für die Verbreitung der politischen Ideale. So geht sie auf die Wirkung von Betje Wolff, Isabelle de Charrière und Mary Wollstonecraft ein.

## Schriften
- Revolutions without Borders: The Call to Liberty in the Atlantic World, Yale University Press 2015[2][3]
- Les femmes et la révolution, Kapitel in: Dictionnaire des femmes belges. Hg. v. Eliane Gubin.  Brüssel: Université libre de Bruxelles, 2013.
- Reforming Urban Labor: Routes to the City, Roots in the Country, 2010. ISBN 978-0-8014-4794-5 (Vergleich von Brüssel und London)
- Emile Vandervelde, Le Patron, 1995
- The Democratic Socialism of Emile Vandervelde: Between Reform and Revolution, 1995
- Revolution in Brussels, 1787–1793, 1987. ISBN 978-0-87451-385-1
- Revolution, Industrialization, and the Brussels Commercial Bourgeoisie, 1780–1793. In: Belgische Tijdschrift voor nieuwste Geschiedenis/Revue belge d’histoire contemporaine. 11 (1980), S. 205–235.

## Einzelbelege
1. ↑  Polasky. (bnf.fr [abgerufen am 6. März 2021]).
2. ↑  Revolutions without Borders - the Call to Liberty in the Atlantic. 21. April 2015, abgerufen am 6. März 2021 (englisch).
3. ↑  Gavin Jacobson: Revolutions Without Borders by Janet Polasky review – Thomas Paine and other radicals. 19. Juni 2015, abgerufen am 6. März 2021 (englisch).

| Personendaten    | Personendaten                 |
| ---------------- | ----------------------------- |
| NAME             | Polasky, Janet                |
| ALTERNATIVNAMEN  | Polasky, Janet L.             |
| KURZBESCHREIBUNG | US-amerikanische Historikerin |
| GEBURTSDATUM     | 13. April 1951                |